# Сульфид меди(I)
Сульфи́д ме́ди(I) (исторически полусернистая медь) — неорганическое вещество с формулой {\displaystyle {\mathsf {Cu_{2}S}}}. Относится к классу бинарных соединений. Может также рассматриваться как соль одновалентной меди и сероводородной кислоты.

## Нахождение в природе
Сульфид меди(I) в природе встречается в виде минерала халькозина (устаревшие названия: халькоцит, редрутит, медный блеск). Также, по составу данному соединению близок минерал джюрлеит, иногда называют джарлеит (подробнее см. Сульфиды меди). Основные свойства представлены в таблице.
|                  | Халькозин   | Джюрлеит    |
| ---------------- | ----------- | ----------- |
| Состав           | Cu2S        | Cu1,94S     |
| Цвет             | темно-серый | чёрный      |
| Сингония         | ромбическая | моноклинная |
| Плотность, г/см³ | 5,5—5,8     | 5,5—5,7     |
| Твердость        | 2,5—3,0     | 2,2—2,4     |

## Физические свойства
Сульфид меди(I) — твердое вещество темно-серого цвета, нерастворимое в воде и этаноле.
Cu2S существует в трёх кристаллических модификациях:
- α-Cu2S, ромбическая сингония, пространственная группа Ab 2m, параметры ячейки a = 1,1190 нм, b = 2,728 нм, c = 1,341 нм, Z = 96, d = 5,81 г/см3;
- β-Cu2S, гексагональная сингония, пространственная группа P 63/mmc, параметры ячейки a = 0,389 нм, c = 0,668 нм, Z = 2, d = 5,78 г/см3;
- γ-Cu2S, кубическая сингония, пространственная группа F m3m, параметры ячейки a = 0,5735 нм, Z = 4, d = 5,60 г/см3.

Температуры фазовых переходов: α → β 103 °C, β → γ 437 °C.
Сульфид меди(I) склонен к образованию нестехиометрических соединений, свойства которых могут сильно отличаться от стехиометрических.

## Химические свойства

### Реакции при высоких температурах
При атмосферном давлении в инертной атмосфере:
{\displaystyle {\mathsf {Cu_{2}S{\xrightarrow {1000-1130^{\circ }C}}\ Cu_{2-x}S+\ xCu}}}
В вакууме:
{\displaystyle {\mathsf {Cu_{2}S{\xrightarrow {>700^{\circ }C}}2\ Cu+\ S}}}
С водяным паром:
{\displaystyle {\mathsf {Cu_{2}S+2\ H_{2}O{\xrightarrow {>600^{\circ }C}}2\ Cu+\ SO_{2}+2\ H_{2}}}}
С кислородом:
{\displaystyle {\mathsf {8\ Cu_{2}S+15\ O_{2}{\xrightarrow {500-600^{\circ }C}}6\ Cu_{2}O+4\ CuSO_{4}+4\ SO_{2}}}}
{\displaystyle {\mathsf {2\ Cu_{2}S+3\ O_{2}{\xrightarrow {1200-1300^{\circ }C}}2\ Cu_{2}O+2\ SO_{2}}}}
{\displaystyle {\mathsf {Cu_{2}S+2\ Cu_{2}O{\xrightarrow {1200-1300^{\circ }C}}6\ Cu+\ SO_{2}}}}
С хлором:
{\displaystyle {\mathsf {Cu_{2}S+\ Cl_{2}{\xrightarrow {300-400^{\circ }C}}2\ CuCl+\ S}}}
С сульфидом железа(II) и серой:
{\displaystyle {\mathsf {Cu_{2}S+2\ FeS+\ S{\xrightarrow {800-1000^{\circ }C}}2\ (Fe^{III}Cu^{I})S_{2}}}}
{\displaystyle {\mathsf {2\ (Fe^{III}Cu^{I})S_{2}+5\ O_{2}+2\ SiO_{2}{\xrightarrow {1000^{\circ }C}}2\ Cu+2\ FeSiO_{3}+4\ SO_{2}}}}

### Реакции в растворах
Сульфид меди(I) не реагирует с соляной кислотой.
Растворяется в горячей концентрированной азотной кислоте, концентрированном растворе цианида калия:
{\displaystyle {\mathsf {Cu_{2}S+12\ HNO_{3}\longrightarrow \ Cu(NO_{3})_{2}+\ CuSO_{4}+10\ NO_{2}\uparrow +6\ H_{2}O}}}
{\displaystyle {\mathsf {Cu_{2}S+4\ KCN\longrightarrow 2\ K[Cu(CN)_{2}]+\ K_{2}S}}}
Медленно растворяется в холодной концентрированной азотной кислоте, горячей концентрированной серной кислоте, концентрированном растворе аммиака:
{\displaystyle {\mathsf {Cu_{2}S+8\ HNO_{3}\longrightarrow 2\ Cu(NO_{3})_{2}+\ S\downarrow +4\ NO_{2}\uparrow +4\ H_{2}O}}}
{\displaystyle {\mathsf {Cu_{2}S+6\ H_{2}SO_{4}\longrightarrow 2\ CuSO_{4}+5\ SO_{2}\uparrow +6\ H_{2}O}}}
{\displaystyle {\mathsf {Cu_{2}S+4\ (NH_{3}\cdot \ H_{2}O)\longrightarrow \ [Cu(NH_{3})_{2}]_{2}S+4\ H_{2}O}}}
Восстанавливает Fe3+ до Fe2+ (в растворе):
{\displaystyle {\mathsf {Cu_{2}S+4\ Fe_{(p)}^{3+}\ {\xrightarrow {80^{\circ }C}}2\ Cu_{(p)}^{2+}+4\ Fe_{(p)}^{2+}+\ S\downarrow }}}
{\displaystyle {\mathsf {Cu_{2}S+2\ Fe_{(p)}^{3+}\ {\xrightarrow {20^{\circ }C}}\ CuS\downarrow +\ Cu_{(p)}^{2+}+2\ Fe_{(p)}^{2+}}}}

## Получение
Сульфид меди(I) может быть получен одним из следующих способов.
Нагреванием металлической меди с серой в вакууме:
{\displaystyle {\mathsf {2\ Cu+\ S{\xrightarrow {300-400^{\circ }C}}\ Cu_{2}S}}}
Нагреванием металлической меди в токе диоксида серы:
{\displaystyle {\mathsf {4\ Cu+\ SO_{2}{\xrightarrow {600-800^{\circ }C}}\ Cu_{2}S+2\ CuO}}}
Термическим разложением сульфида меди(II):
{\displaystyle {\mathsf {2\ CuS{\xrightarrow {200-450^{\circ }C}}\ Cu_{2}S+\ S}}}
Нагреванием сульфида меди(II) в токе водорода:
{\displaystyle {\mathsf {2\ CuS+\ H_{2}{\xrightarrow {600-700^{\circ }C}}\ Cu_{2}S+\ H_{2}S}}}
Нагреванием оксида меди(I) с серой:
{\displaystyle {\mathsf {2\ Cu_{2}O+3\ S{\xrightarrow {>600^{\circ }C}}2\ Cu_{2}S+\ SO_{2}}}}
Монокристаллы сульфида меди(I) получают при помощи зонной плавки.

## Применение
Руды, содержащие сульфид меди(I) — один из видов сырья для производства меди, медного купороса. Сульфид меди(I) — компонент медного штейна при пирометаллургическом получении меди. Также используется как полупроводник, компонент полупроводниковых сплавов.

## Влияние на здоровье
Пыль сульфида меди(I) токсична, ПДК в воздухе 4 мг/м³.